# Gardenia (zespół muzyczny)
Gardenia – polska zespół rockowy istniejący z przerwami od roku 1987. Wydał sześć płyt.

## Historia działalności zespołu
Zespół powstał w kwietniu 1987 w Warszawie z inicjatywy wokalisty i autora tekstów Radosława Nowaka i gitarzysty Alka Januszewskiego. Muzyka zespołu łączyła inspiracje psychodelią lat 70. oraz brzmienie nowej fali lat 80.
W 1988 przebojem (m.in. w Rozgłośni Harcerskiej) stała się piosenka Papierosy i zapałki z depresyjnym tekstem. W 1988 ukazał się debiutancki album Gardenia. Na przełomie lat 80. i 90. zespół zdobył popularność w warszawskich klubach, występował też w gdyńskiej Nowej Scenie oraz na festiwalu w Jarocinie (1989) jako gość Armii. Po reedycji debiutanckiej płyty w 1993 zespół wystąpił m.in. na festiwalu w Jarocinie, nagrywał też teledyski.
W kolejnych latach zespół działał z mniejszą intensywnością. Dopiero w roku 2000 ukazał się drugi album grupy Halucynacje, w składzie: Alek Januszewski – gitara, instrumenty klawiszowe; Radek Nowak – śpiew; Marek Kanclerz – perkusja; Wojtek Szewko i Przemek Wójcicki – gitara basowa; Jurek Wołochowicz – wiolonczela. Album III grupa wydała w 2006, w skład zespołu wchodzili: Alek Januszewski, Radek Nowak, Marek Kanclerz i Stach Porczyk.
W 2015 roku, zespół wydał czwartą płytę zatytułowaną Niebo, nagraną w składzie: Aleksander Januszewski – gitary, Radosław Nowak – śpiew, Stanisław Porczyk – gitara basowa, Mariusz Radzikowski – perkusja i Konrad Wantrych – instrumenty klawiszowe. W 2018 roku wydana została płyta Czarny Gotyk, na której grali: Aleksander Januszewski – gitary, Radosław Nowak – śpiew, Michał Zawadzki – gitara basowa, Karol Gadzało - kontrabas, Mariusz Radzikowski – perkusja, Karol Gołowacz - sax i Mirosław Gil - gitara. W 2019 roku Gardenia wydała składankę Neony-Twarze-Samochody.

## Skład
Pierwszy skład zespołu:
- Radek Nowak – śpiew
- Alek Januszewski – gitara, instrumenty klawiszowe
- Przemek „Gutek” Wójcicki – bas
- Mariusz Radzikowski – perkusja
- Marcin „dread” Chlebowski – konga

## Dyskografia
- Gardenia (1988; reedycja w 1993 jako MC)
- Halucynacje (2000)
- III (2006)
- Niebo (2015)
- Czarny Gotyk (2018)
- Neony Twarze Samochody (2019)